# Animecon
Animecon è la più grande fiera dedicata al fumetto ed all'animazione giapponese in Finlandia, tenuto annualmente nel corso di un weekend in varie città della nazione.

## Storia
Animecon è organizzato come progetto in collaborazione fra vari club finlandesi dedicati agli anime, messi in contatto fra loro dal Suomen Animeunioni (The Finnish Anime Union). La convention si è tenuta per la prima volta nel 1999 in seguito alla crescente attenzione riservata al settore anime della convention finlandese sulla fantascienza Finncon.
Nel 2004 la fiera ha attirato 5200 visitatori e 5500 nel 2006, con picchi di 5000 visitatori al sabato. Dopo l'edizione del 2007, si è parlato di un numero di visitatori estimati intorno alle 7000 unità. Animecon è anche il maggior evento di cosplay in Finlandia.

## Edizioni
| Date              | Location                     | Città     | Visitatori | Ospiti                              |
| ----------------- | ---------------------------- | --------- | ---------- | ----------------------------------- |
| 1º-3 agosto 2003  | Università di Turku          | Turku     | 4,000      | Jonathan Clements.                  |
| 10-11 luglio 2004 | Università di Jyväskylä      | Jyväskylä | 5,200      | Yoshitoshi ABe e Jonathan Clements. |
| 18-20 agosto 2006 | Helsinki Congress Paasitorni | Helsinki  | 9,000      | Paul Gravett.                       |
| 14-15 luglio 2007 | Università di Jyväskylä      | Jyväskylä | 7,000      |                                     |
| 26-27 luglio 2008 | Tampere Hall                 | Tampere   | 9,000      |                                     |
| 10-12 luglio 2009 | Kaapelitehdas                | Helsinki  |            |                                     |
| 14-17 luglio 2011 |                              | Turku     |            |                                     |